# Deutsche Leichtathletik-Meisterschaften 2014
Die 114. Deutschen Leichtathletik-Meisterschaften wurden lt. offizieller Ausschreibung vom 26. bis 27. Juli 2014 im Ulmer Donaustadion ausgetragen.
Der Kugelstoßwettbewerb fand bereits am 25. Juli auf dem Ulmer Münsterplatz statt. Die Meisterschaft wurde damit nach 2003, 2006, 2009, und 2013 zum fünften Mal in Ulm ausgetragen.
Eine auch noch länger nach Wettbewerbsaustragung anhaltende Diskussion gab es zunächst über die Teilnahme des behinderten Sportlers Markus Rehm im Weitsprung und anschließend über die Anerkennung seines Resultats. Sein Titel als Deutscher Meister wurde ihm schließlich zuerkannt. Allerdings ist die Situation gerade auch im Zusammenhang mit dem Bestreben nach Inklusion von Menschen mit Behinderungen weiterhin umstritten, weil nicht geklärt ist, inwieweit er eine so starke Unterstützung über seine Beinprothese mit Federwirkung erhält, dass er gegenüber anderen Sportlern sogar einen Vorteil hat. Markus Rehm selber führt allerdings ins Feld, dass dieser vermeintliche Vorteil durch andere Aspekte seiner Behinderung mehr als wieder eingeschränkt werde. Er darf in Zukunft weiterhin an allgemeinen Wettkämpfen teilnehmen, wird jedoch getrennt von Sportlern ohne Behinderung gewertet.
Zahlreiche Disziplinen der Meisterschaftswettbewerbe des DLV finden jeweils zu anderen Terminen und an anderen Orten statt. Hier zunächst eine Übersicht dazu in chronologischer Reihenfolge:
- Crossläufe, Frauen und Männer mit Einzel- und Mannschaftswertung: 8. März in Löningen[2]
- Läufe im Halbmarathon, Frauen und Männer mit Einzel- und Mannschaftswertung: 6. April in Freiburg[3]
- 10.000-m-Läufe, Frauen und Männer: 4. Mai in Aichach[4]
- Straßenlauf über 100 km, gewertet für Frauen und Männer: 10. Mai in Husum[5]
- Das 20-km-Gehen, Frauen und Männer mit Einzel- und Mannschaftswertung: 18. Mai in Naumburg[6]
- Wettbewerbe im Bahngehen über 5000 m (Frauen) / 10.000 m (Männer): 21. Juni in Bühlertal[7]
- Staffelläufe über 3 × 800 m (Frauen) und 3 × 1000 m (Männer): Im Rahmen der Deutschen Jugendmeisterschaften am 10. August in Bochum-Wattenscheid[8]
- Mehrkämpfe, Frauen (Siebenkampf) und Männer (Zehnkampf) mit Einzel- und Mannschaftswertung: 23./24. August in Vaterstetten[9]
- 10-km-Straßenläufe, Frauen und Männer mit Einzel- und Mannschaftswertung: 7. September in Düsseldorf[10]
- Berglauf, Hochfellnberglauf für Frauen und Männer: 28. September in Bergen (Chiemgau)[11]
- 50-km-Gehen (Männer): 11. Oktober in Gleina[12]
- Marathon, für Frauen und Männer mit Einzel- und Mannschaftswertung am 12. Oktober gewertet im Rahmen des München-Marathons[13]

Die folgenden Übersichten fassen die Medaillengewinner und -gewinnerinnen zusammen. Eine ausführlichere Übersicht mit den jeweils ersten acht in den einzelnen Disziplinen findet sich unter dem Link Deutsche Leichtathletik-Meisterschaften 2014/Resultate.

## Medaillengewinner Männer
| Disziplin                                   | Gold                                                                            | Leistung       | Silber                                                                                           | Leistung       | Bronze                                                                             | Leistung       |
| ------------------------------------------- | ------------------------------------------------------------------------------- | -------------- | ------------------------------------------------------------------------------------------------ | -------------- | ---------------------------------------------------------------------------------- | -------------- |
| 100 m (Wind: +2,2)                          | Julian Reus (TV Wattenscheid 01)                                                | 10,01 s00      | Lucas Jakubczyk (SCC Berlin)                                                                     | 10,01 s00      | Aleixo-Platini Menga (TSV Bayer 04 Leverkusen)                                     | 10,20 s00      |
| 200 m (Wind: +0,3)                          | Robin Erewa (TV Wattenscheid 01)                                                | 20,61 s00      | Sebastian Ernst (TV Wattenscheid 01)                                                             | 20,67 s00      | Alexander Kosenkow (TV Wattenscheid 01)                                            | 20,83 s00      |
| 400 m                                       | Kamghe Gaba (LG Stadtwerke München)                                             | 45,82 s00      | Thomas Schneider (SC Magdeburg)                                                                  | 46,08 s00      | David Gollnow (LG Stadtwerke München)                                              | 46,76 s00      |
| 800 m                                       | Dennis Krüger (1. VfL Fortuna Marzahn)                                          | 1:48,91 min    | Denis Bäuerle (LG Filder)                                                                        | 1:49,28 min    | Jan Riedel (Dresdner SC)                                                           | 1:49,30 min    |
| 1500 m                                      | Timo Benitz (LG farbtex Nordschwarzwald)                                        | 3:57,53 min    | Homiyu Tesfaye (LG Eintracht Frankfurt)                                                          | 3:57,81 min    | Carsten Schlangen (LG Nord Berlin)                                                 | 3:57,98 min    |
| 5000 m                                      | Richard Ringer (VfB LC Friedrichshafen)                                         | 13:43,45 min   | Arne Gabius (LAV Stadtwerke Tübingen)                                                            | 13:44,21 min   | Philipp Pflieger (LG Telis Finanz Regensburg)                                      | 13:54,45 min   |
| 10.000 m                                    | Richard Ringer (VfB LC Friedrichshafen)                                         | 28:28,96 min   | Jakob Stiller (LAZ Leipzig)                                                                      | 28:54,18 min   | Nico Sonnenberg (LG Eintracht Frankfurt)                                           | 29:02,44 min   |
| 10-km-Straßenlauf                           | André Pollmächer (rhein-marathon düsseldorf e. V.)                              | 29:23 min00    | Amanal Petros (TSVE 1890 Bielefeld)                                                              | 29:32 min00    | Manuel Stöckert (SC Ostheim/Rhön)                                                  | 29:44 min00    |
| 10-km-Straßenlauf, Mannschaftswertung       | LG Telis Finanz RegensburgPhilipp Pflieger Julian Flügel Felix Plinke           | 1:31:54 h0000  | LG Region KarlsruheJannik Arbogast Frederik Unewisse Fabian Lutz                                 | 1:32:03 h0000  | LG BraunschweigHeiko Baier Karsten Meier Florian Pehrs                             | 1:32:51 h0000  |
| Halbmarathon                                | Manuel Stöckert (SC Ostheim/Rhön)                                               | 1:05:02 h0000  | Julian Flügel (LG Telis Finanz Regensburg)                                                       | 1:45:48 h0000  | Tobias Gröbl (LG Zusam)                                                            | 1:05:49 h0000  |
| Halbmarathon, Mannschaftswertung            | LG Telis Finanz RegensburgJulian Flügel Valentin Unterholzner Jonas Koller      | 3:20:04 h0000  | GutsMuths-RennsteiglaufvereinChristian König Christian Seiler Marcel Bräutigam                   | 3:20:22 h0000  | PSV Grün-Weiß KasselJens Nerkamp Ybekal Daniel Berye (Äthiopien) Thomas Schönemann | 3:27:19 h0000  |
| Marathon                                    | Tobias Schreindl (LG Passau)                                                    | 2:21:47 h0000  | Dominik Fabianowski (ASV Köln)                                                                   | 2:23:16 h0000  | Ybekal Daniel Berye / Äthiopien (PSV Grün-Weiß Kassel)                             | 2:24:04 h0000  |
| Marathon, Mannschaftswertung                | LG PassauTobias Schreindl Giova Gonzalez-Popoca Marco Bscheidl                  | 7:26:57 h0000  | TSG 1845 HeilbronnHolger Freudenberger Benedikt Hoffmann Markus Häcker                           | 7:30:34 h0000  | PSV Grün-Weiß KasselYbekal Daniel Berye (Äthiopien) Jörn Harland Fred Schmalz      | 7:42:59 h0000  |
| 100-km-Straßenlauf                          | Adam Zahoran (LG Würzburg)                                                      | 7:09:03 h0000  | Michael Sommer (Eichenkreuz Schwaikheim)                                                         | 7:15:56 h0000  | Tobias Hegman (TSG Kleinostheim)                                                   | 7:31:28 h0000  |
| 100-km-Straßenlauf, Mannschaftswertung      | LG WürzburgAdam Zahoran Florian Reus Rainer Koch                                | 23:21:03 h0000 | Eichenkreuz SchwaikheimMichael Sommer Uli Lorenzen Andreas Maisch                                | 24:36:27 h0000 | TSV KusterdingenRalf Steißlinger Nicolaos Adam Steffen Hüttner                     | 25:20:05 h0000 |
| 110 m Hürden (Wind: +3,4)                   | Matthias Bühler (LG Offenburg)                                                  | 13,20 s00      | Gregor Traber (LAV Stadtwerke Tübingen)                                                          | 13,23 s00      | Helge Schwarzer (Hamburger SV)                                                     | 13,59 s00      |
| 400 m Hürden                                | Felix Franz (LG Neckar-Enz)                                                     | 49,34 s00      | Varg Königsmark (SC Magdeburg)                                                                   | 49,40 s00      | Tobias Giehl (LG Stadtwerke München)                                               | 50,23 s00      |
| 3000 m Hindernis                            | Steffen Uliczka (SG TSV Kronshagen/Kieler TB)                                   | 8:35,82 min    | Martin Grau (LSC Höchstadt/Aisch)                                                                | 8:42,13 min    | Hannes Liebach (SCC Berlin)                                                        | 8:50,36 min    |
| 4 × 100 m Staffel                           | TV Wattenscheid 01Christian Blum Sebastian Ernst Alexander Kosenkow Julian Reus | 39,02 s00      | MTG MannheimJonas Kriesamer Patrick Domogala Dennis Herdt Yannick Hoecker                        | 39,98 s00      | SCC BerlinGeorge Petzold Lucas Jakubczyk Oliver Pritzlaff Nico Marcel Leistner     | 40,52 s00      |
| 4 × 400 m Staffel                           | LG Stadtwerke MünchenDavid Gollnow Kamghe Gaba Johannes Trefz Jonas Plass       | 3:08,05 min    | LG UnterlüßFaßbergOldendorfLenn Jelte Mügge Laurin Forstreuter Alexander Juretzko Jannik Rehbein | 3:10,02 min    | TSV Bayer 04 LeverkusenLars Heinke Tobias Lange Robin Schembera Hendrik Essers     | 3:12,02 min    |
| 3 × 1000 m Staffel                          | LG farbtex NordschwarzwaldMarco Kern Benedikt Karus Timo Benitz                 | 7:27,38 min    | LG BraunschweigFlorian Pehrs Viktor Kuk Sören Ludolph                                            | 7:28,24 min    | TSV Bayer 04 LeverkusenChristoph Malik Carl Siemes Robin Schembera                 | 7:28,64 min    |
| 10.000-m-Bahngehen                          | Christopher Linke (SC Potsdam)                                                  | 39:42,12 min   | Hagen Pohle (SC Potsdam)                                                                         | 40:06,23 min   | Carl Dohmann (SCL -Heel Baden-Baden)                                               | 41:18,21 min   |
| 20-km-Gehen                                 | Christopher Linke (SC Potsdam)                                                  | 1:21:18 h0000  | Hagen Pohle (SC Potsdam)                                                                         | 1:21:29 h0000  | Carl Dohmann (SCL -Heel Baden-Baden)                                               | 1:21:42 h0000  |
| 20-km-Gehen, Mannschaftswertung             | SC PotsdamChristopher Linke Hagen Pohle Nils Christopher Gloger                 | 4:04:36 h0000  | SV BreitenbrunnSteffen Meyer Nischan Daimer Joachim Maier                                        | 5:13:31 h0000  | TV BühlertalDenis Franke Klaus Dietsche Bengt Bengtsson                            | 5:38:51 h0000  |
| 50-km-Gehen                                 | Nils Brembach (SC Potsdam)                                                      | 3:54:47 h0000  | Andreas Janker (LG Röthenbach/Pegnitz)                                                           | 4:28:47 h0000  | Joachim Maier (SV Breitenbrunn)                                                    | 5:26:18 h0000  |
| Hochsprung                                  | Martin Günther (LG Eintracht Frankfurt)                                         | 2,25 m         | David Nopper (LAV Tübingen)                                                                      | 2,21 m         | Christian Heinze (1. LAC Dessau)                                                   | 2,13 m         |
| Stabhochsprung                              | Tobias Scherbarth (TSV Bayer 04 Leverkusen)                                     | 5,60 m         | Marvin Caspari (TSV Bayer 04 Leverkusen)                                                         | 5,40 m         | Daniel Clemens (LAZ Zweibrücken) Tom Konrad (TSV Bayer 04 Leverkusen)              | 5,30 m         |
| Weitsprung                                  | Markus Rehm (TSV Bayer 04 Leverkusen)                                           | 8,24 m         | Christian Reif (LC Rehlingen)                                                                    | 8,20 m         | Julian Howard (LG Region Karlsruhe)                                                | 7,90 m         |
| Dreisprung                                  | Manuel Ziegler (LG Telis Finanz Regensburg)                                     | 16,54 m        | Martin Jasper (LC Rehlingen)                                                                     | 16,37 m        | Martin Seiler (ABC Ludwigshafen)                                                   | 16,32 m        |
| Kugelstoßen                                 | David Storl (LAC Erdgas Chemnitz)                                               | 21,87 m        | Christian Jagusch (SC Neubrandenburg)                                                            | 19,73 m        | Tobias Dahm (VfL Sindelfingen)                                                     | 19,62 m        |
| Diskuswurf                                  | Robert Harting (SCC Berlin)                                                     | 66,67 m        | Martin Wierig (SC Magdeburg)                                                                     | 64,94 m        | Daniel Jasinski (TV Wattenscheid 01)                                               | 63,66 m        |
| Hammerwurf                                  | Markus Esser (TSV Bayer 04 Leverkusen)                                          | 75,18 m        | Alexander Ziegler (LG Staufen)                                                                   | 75,15 m        | Sven Möhsner (TSV Bayer 04 Leverkusen)                                             | 71,54 m        |
| Speerwurf                                   | Thomas Röhler (LC Jena)                                                         | 84,28 m        | Julian Weber (USC Mainz)                                                                         | 80,72 m        | Andreas Hofmann (MTG Mannheim)                                                     | 79,35 m        |
| Zehnkampf                                   | René Stauß (LAV Stadtwerke Tübingen)                                            | 7735 P         | Felix Hepperle (LG Neckar-Enz)                                                                   | 7612 P         | Mathias Brugger (SSV Ulm 1846)                                                     | 7464 P         |
| Zehnkampf, Mannschaftswertung               | SC Rönnau 74Nils Max Matthias Prey Arthur Kleiber                               | 20.856 P       | LC PaderbornAndre Karasch Marvin Gregor Christian Herrmann                                       | 20.427 P       | TSV Bayer 04 LeverkusenAlexander Everts Hendrik Essers Lars Niklas Heinke          | 19.622 P       |
| Crosslauf Mittelstrecke – 4,36 km           | Florian Orth (LG Telis Finanz Regensburg)                                       | 13:03 min00    | Timo Benitz (LG farbtex Nordschwarzwald)                                                         | 13:04 min00    | Carsten Schlangen (LG Nord Berlin)                                                 | 13:05 min00    |
| Crosslauf Mittelstrecke, Mannschaftswertung | LG farbtex NordschwarzwaldTimo Benitz Benedikt Karus Marco Kern                 | Pl.-Ziff. 13   | LG Telis Finanz RegensburgFlorian Orth Felix Plinke Christophe Chayriguet                        | Pl.-Ziff. 24   | TV Wattenscheid 01Christoph Lohse Alexander Ide Jonas Beverungen                   | Pl.-Ziff. 40   |
| Crosslauf Langstrecke – 10,28 km            | Richard Ringer (VfB LC Friedrichshafen)                                         | 31:50 min00    | Steffen Uliczka (SG TSV Kronshagen/Kieler Tb)                                                    | 32:12 min00    | Fabian Clarkson (SC Brandenburg Berlin)                                            | 32:35 min00    |
| Crosslauf Langstrecke, Mannschaftswertung   | SG WendenTim-Arne Sidenstein Alexander Henne Sven Daub                          | Pl.-Ziff. 40   | VfB LC FriedrichshafenRichard Ringer Jens Ziganke Tim Bibow                                      | Pl.-Ziff. 49   | LG BraunschweigKarsten Meier Viktor Kuk Florian Pehrs                              | Pl.-Ziff. 53   |
| Berglauf – Hochfellnberglauf, 8,9 km        | Stefan Hubert (SV Sömmerda)                                                     | 45:02,5 min0   | John Mooney (Post-Telekom-SV Rosenheim)                                                          | 45:21,4 min0   | Jonas Lehmann (TuS Heltersberg)                                                    | 45:58,8 min0   |

## Medaillengewinner Frauen

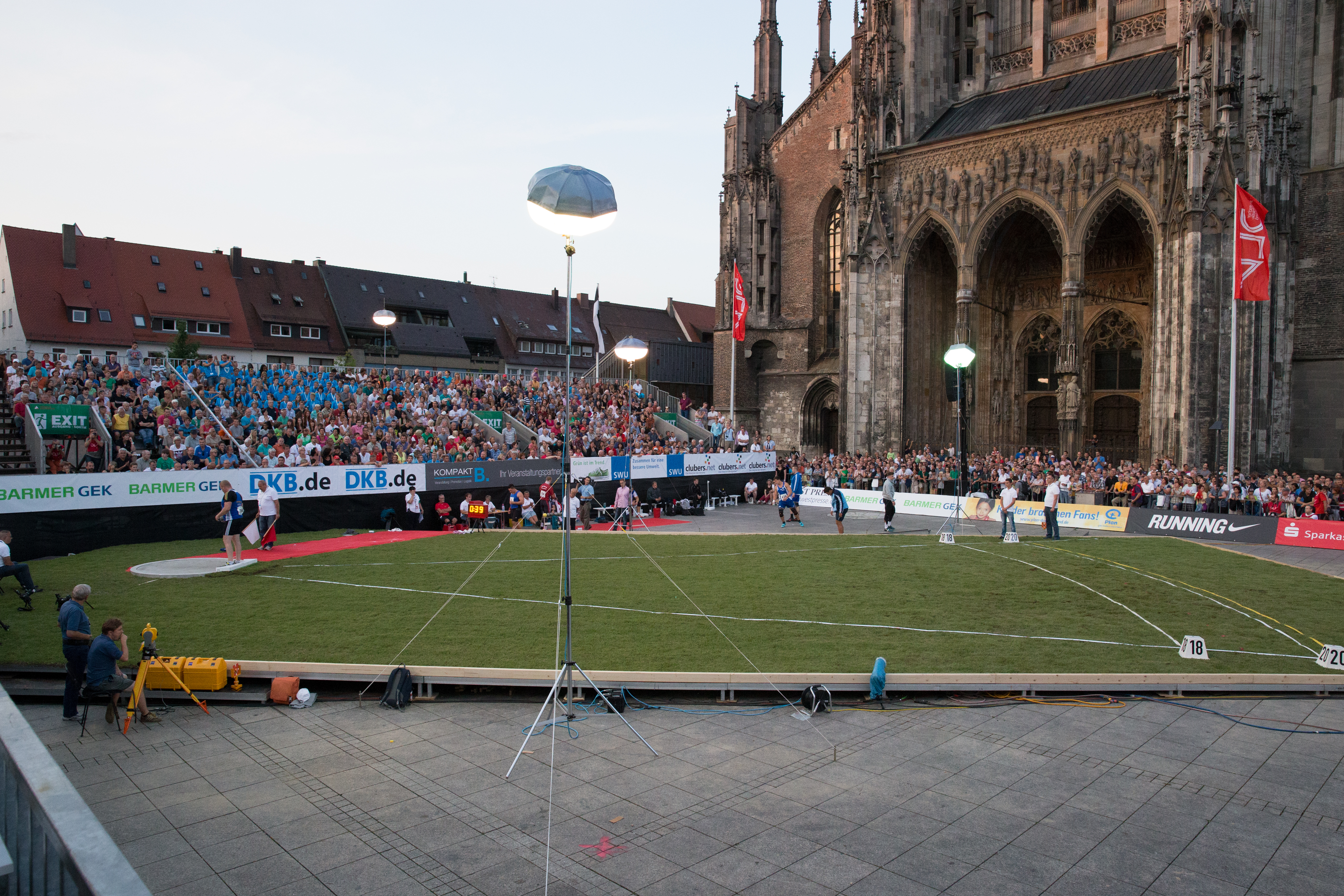
Der Kugelstoßwettbewerb am 25. Juli 2014 auf dem Ulmer Münsterplatz

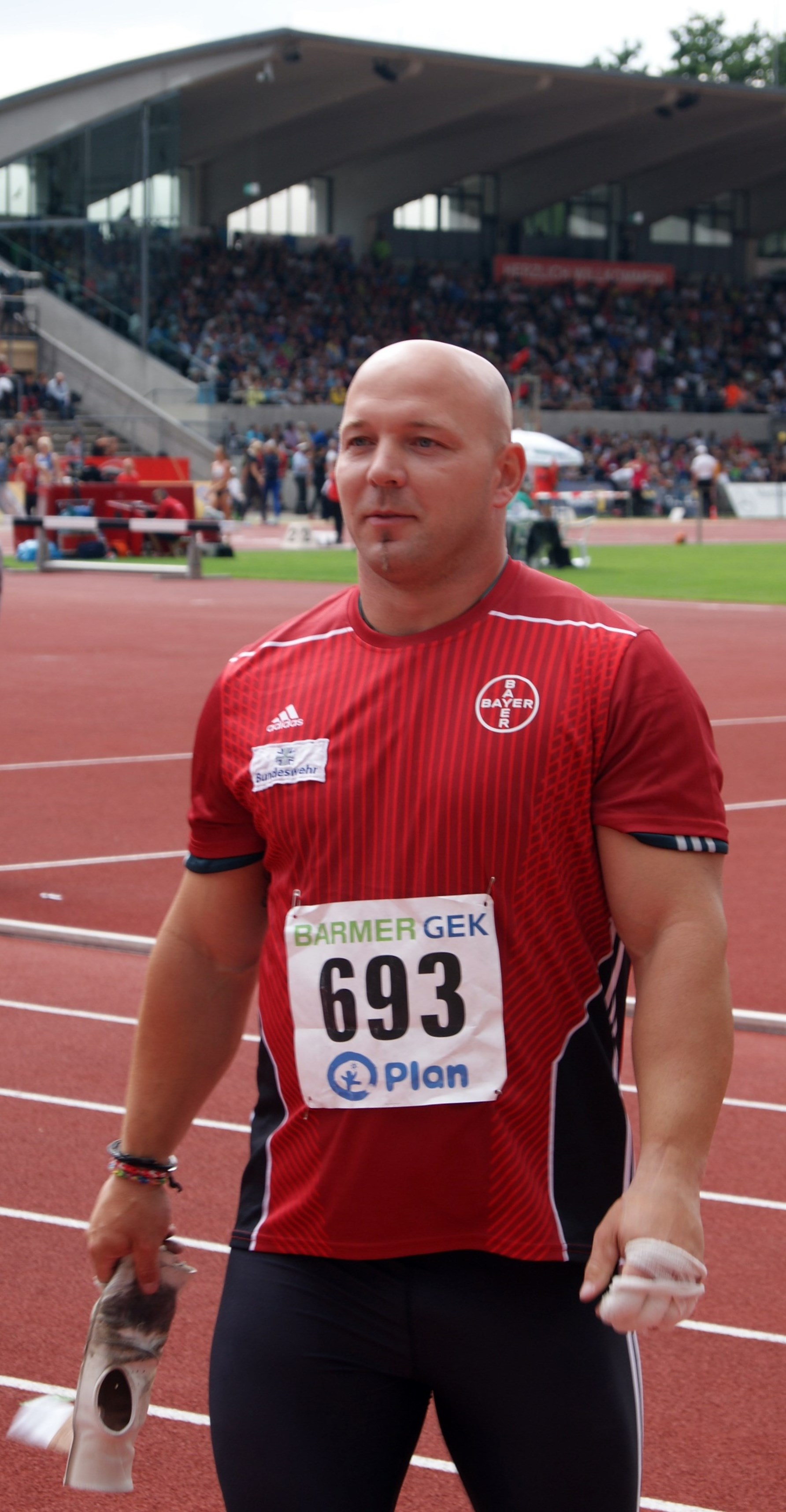
Hammerwurfmeister Markus Esser

| Disziplin                             | Gold                                                                                  | Leistung      | Silber                                                                                    | Leistung      | Bronze                                                                     | Leistung       |
| ------------------------------------- | ------------------------------------------------------------------------------------- | ------------- | ----------------------------------------------------------------------------------------- | ------------- | -------------------------------------------------------------------------- | -------------- |
| 100 m (Wind: ±0,0)                    | Tatjana Pinto (LG Brillux Münster)                                                    | 11,20 s00     | Verena Sailer (MTG Mannheim)                                                              | 11,23 s00     | Rebekka Haase (LV 90 Thum)                                                 | 11,43 s00      |
| 200 m (Wind: −0,1)                    | Rebekka Haase (LV 90 Erzgebirge)                                                      | 23,24 s00     | Nadine Gonska (MTG Mannheim)                                                              | 23,27 s00     | Inna Weit (LC Paderborn)                                                   | 23,55 s00      |
| 400 m                                 | Esther Cremer (TV Wattenscheid 01)                                                    | 52,56 s00     | Ruth Sophia Spelmeyer (VfL Oldenburg)                                                     | 52,95 s00     | Lena Schmidt (LT DSHS Köln)                                                | 53,24 s00      |
| 800 m                                 | Christina Hering (LG Stadtwerke München)                                              | 2:01,45 min   | Carolin Walter (TSV Bayer 04 Leverkusen)                                                  | 2:03,11 min   | Thea Heim (LG Telis Finanz Regensburg)                                     | 2:03,50 min    |
| 1500 m                                | Maren Kock (LG Telis Finanz Regensburg)                                               | 4:20,85 min   | Diana Sujew (LT Haspa Marathon Hamburg)                                                   | 4:22,38 min   | Denise Krebs (TV Wattenscheid 01)                                          | 4:23,35 min    |
| 5000 m                                | Sabrina Mockenhaupt (LG Sieg)                                                         | 15:49,63 min  | Isabell-Sophie Tegen (SC Rönnau)                                                          | 16:21,91 min  | Elena Burkard (LG farbtex Nordschwarzwald)                                 | 16:28,89 min   |
| 10.000 m                              | Corinna Harrer (LG Telis Finanz Regensburg)                                           | 32:27,75 min  | Sabrina Mockenhaupt (LG Sieg)                                                             | 32:29,26 min  | Maren Kock (LG Telis Finanz Regensburg)                                    | 33:14,32 min   |
| 10-km-Straßenlauf                     | Sabrina Mockenhaupt (LG Sieg)                                                         | 34:12 min00   | Simret Restle-Apel (PSV Grün-Weiß Kassel)                                                 | 34:25 min00   | Jana Sussmann (LT Haspa Marathon Hamburg) Isabell-Sophie Tegen (SC Rönnau) | 34:43 min00    |
| 10-km-Straßenlauf, Mannschaftswertung | PSV Grün-Weiß KasselSimret Restle-Apel Anja Schneider Silke Optekamp                  | 1:45:56 h0000 | LG Telis Finanz RegensburgSteffi Volke Franziska Reng Maren Kock                          | 1:46:09 h0000 | LT Haspa Marathon HamburgJana Sussmann Mona Stockhecke Johanna Schulz      | 1:47:54 h0000  |
| Halbmarathon                          | Susanne Hahn (SV Schlau.com Saar 05 Saarbrücken)                                      | 1:14:26 h0000 | Katharina Heinig (LG Eintracht Frankfurt)                                                 | 1:14:32 h0000 | Veronica Pohl (TSG 1845 Heilbronn)                                         | 1:14:50 h0000  |
| Halbmarathon, Mannschaftswertung      | LG Eintracht FrankfurtKatharina Heinig Nina Stöcker Lisa Jäsert                       | 3:51:10 h0000 | LG Telis Finanz RegensburgSteffi Volke Julia Galuschka Monika Heiß                        | 3:51:33 h0000 | TSG 1845 HeilbronnVeronica Pohl Anna Prieske Jennifer Durst                | 4:04:34 h0000  |
| Marathon                              | Steffi Volke (LG Telis Finanz Regensburg)                                             | 2:44:34 h0000 | Monika Heiß (LG Telis Finanz Regensburg)                                                  | 2:48:12 h0000 | Sandra Klein (SG Wenden)                                                   | 2:49:05 h0000  |
| Marathon, Mannschaftswertung          | LG Telis Finanz RegensburgSteffi Volke Monika Heiß Julia Galuschka                    | 8:27:00 h0000 | Spiridon FrankfurtTinka Uphoff Birgitt Bohn Anke Holljesiefken                            | 8:45:16 h0000 | SG WendenSandra Klein Mara Lückert Stefanie Bröcher                        | 9:06:21 h0000  |
| 100-km-Straßenlauf                    | Pamela Veith (TSV Kusterdingen)                                                       | 8:15:09 h0000 | Barbara Mallmann (Laufarena Allgäu)                                                       | 8:32:28 h0000 | Simone Stöppler (SCC Hanau-Rodenbach)                                      | 8:51:31 h0000  |
| 100 m Hürden (Wind: +2,0)             | Nadine Hildebrand (VfL Sindelfingen)                                                  | 12,71 s00     | Cindy Roleder (LAZ Leipzig)                                                               | 12,80 s00     | Franziska Hofmann (LAC Erdgas Chemnitz)                                    | 12,87 s00      |
| 400 m Hürden                          | Christiane Klopsch (LG ovag Friedberg-Fauerbach)                                      | 56,13 s00     | Claudia Wehrsen (TSV Bayer 04 Leverkusen)                                                 | 57,20 s00     | Christine Salterberg (TuS Köln rrh. 1874)                                  | 57,55 s00      |
| 3000 m Hindernis                      | Antje Möldner-Schmidt (LC Cottbus)                                                    | 9:39,09 min   | Gesa Felicitas Krause (LG Eintracht Frankfurt)                                            | 9:39,16 min   | Jana Sussmann (LT Haspa Marathon Hamburg)                                  | 9:41,70 min    |
| 4 × 100 m Staffel                     | MTG MannheimLisa Münzer Carina Frey Nadine Gonska Verena Sailer                       | 43,90 s00     | LT DSHS KölnTanja Heitgen Leena Günther Friederike Möhlenkamp Linda Krevert               | 44,92 s00     | VfL SindelfingenSabrina Lindenmayer Ida Mayer Tamara Seer Eva Baur         | 45,13 s00      |
| 4 × 400 m Staffel                     | TSV Bayer 04 LeverkusenFrederike Hogrebe Julia Förster Claudia Wehrsen Carolin Walter | 3:35,54 min   | TV Wattenscheid 01Maral Feizbakhsh Christina Zwirner Meike Schachtschneider Esther Cremer | 3:36,30 min   | LT DSHS KölnKim Carina Schmidt Lara Hoffmann Katrin Schmidt Lena Schmidt   | 3:38,23 min    |
| 3 × 800 m Staffel                     | TSV Bayer 04 LeverkusenLaura Vierbaum Lena Klaassen Carolin Walter                    | 6:24:09 min   | TV Wattenscheid 01Janine Lins Christina Zwirner Denise Krebs                              | 6:24,59 min   | LG Stadtwerke MünchenChristine Gess Karoline Pilawa Christina Hering       | 6:29,07 min    |
| 5000-m-Bahngehen                      | Bianca Schenker (LG Vogtland)                                                         | 24:06,62 min  | Brit Schröter (LG Vogtland)                                                               | 24:56,12 min  | nur zwei Frauen in der Wertung                                             |                |
| 20-km-Gehen                           | Bianca Schenker (LG Vogtland)                                                         | 1:43:39 h0000 | Bianca Maria Dittrich (LG Merseburg)                                                      | 1:44:28 h0000 | Laura Schröter (LG Vogtland)                                               | 1:47:32 h0000  |
| 20-km-Gehen, Mannschaftswertung       | LG VogtlandBianca Schenker Laura Schröter Brit Schröter                               | 5:20:10 h0000 | TV BiberachSylvia Wälde Marita Echle Lisa Wälde                                           | 6:41:47 h0000 | TV Groß-GerauBrigitte Patrzalek Monika Müller Ursula Klink                 | 6:58:57 h0000  |
| Hochsprung                            | Marie-Laurence Jungfleisch (LAV Stadtwerke Tübingen)                                  | 1,90 m        | Alexandra Plaza (LT DSHS Köln)                                                            | 1,87 m        | Katarina Mögenburg (TSV Bayer 04 Leverkusen)                               | 1,84 m         |
| Stabhochsprung                        | Lisa Ryzih (ABC Ludwigshafen)                                                         | 4,50 m        | Carolin Hingst (TG Nieder-Ingelheim)                                                      | 4,40 m        | Martina Schultze (VfL Sindelfingen)                                        | 4,30 m         |
| Weitsprung                            | Melanie Bauschke (LAC Olympia 88 Berlin)                                              | 6,66 m        | Sosthene Moguenara (TV Wattenscheid 01)                                                   | 6,66 m        | Malaika Mihambo (LG Kurpfalz)                                              | 6,60 m         |
| Dreisprung                            | Kristin Gierisch (LAC Erdgas Chemnitz)                                                | 14,34 m       | Jenny Elbe (Dresdner SC)                                                                  | 14,03 m       | Neele Eckhardt (LG Göttingen)                                              | 13,98 m        |
| Kugelstoßen                           | Christina Schwanitz (LV 90 Erzgebirge)                                                | 19,69 m       | Lena Urbaniak (LG Filstal)                                                                | 17,84 m       | Shanice Craft (MTG Mannheim)                                               | 17,75 m        |
| Diskuswurf                            | Shanice Craft (MTG Mannheim)                                                          | 65,88 m       | Julia Fischer (SCC Berlin)                                                                | 63,02 m       | Anna Rüh (SC Neubrandenburg)                                               | 62,94 m        |
| Hammerwurf                            | Kathrin Klaas (LG Eintracht Frankfurt)                                                | 72,08 m       | Betty Heidler (LG Eintracht Frankfurt)                                                    | 69,83 m       | Carolin Paesler (LG Eintracht Frankfurt)                                   | 67,78 m        |
| Speerwurf                             | Linda Stahl (TSV Bayer 04 Leverkusen)                                                 | 63,55 m       | Katharina Molitor (TSV Bayer 04 Leverkusen)                                               | 63,40 m       | Christin Hussong (LAZ Zweibrücken)                                         | 60,45 m        |
| Siebenkampf                           | Anna Maiwald (TSV Bayer 04 Leverkusen)                                                | 5864 P        | Elisabeth Glonegger (MTV Ingolstadt)                                                      | 5303 P        | Lisa Hampel (Team Niederrhein)                                             | 5092 P         |
| Siebenkampf, Mannschaftswertung       | TSV Bayer 04 LeverkusenAnna Maiwald Simone Mrotzek Alina Biesenbach                   | 15.784 P      | nur 1 Team                                                                                | nur 1 Team    | in der Wertung                                                             | in der Wertung |
| Crosslauf – 6,18 km                   | Sabrina Mockenhaupt (LG Sieg)                                                         | 21:43 min00   | Maren Kock (LG Telis Finanz Regensburg)                                                   | 22:07 min00   | Steffi Volke (LG Telis Finanz Regensburg)                                  | 22:14 min00    |
| Crosslauf, Mannschaftswertung         | LG Telis Finanz RegensburgMaren Kock Steffi Volke Anna-Katharina Plinke               | Pl.-Ziff. 22  | LAC Quelle Fürth IAnne Kesselring Jannika John Julia Hiller                               | Pl.-Ziff. 30  | LAC Quelle Fürth IIGesa Bohn Stefanie Müller Michelle Lieb                 | Pl.-Ziff. 91   |
| Berglauf – Hochfellnberglauf, 8,9 km  | Julia Viellehner (TSV Altenmarkt/Alz)                                                 | 53:50,9 min0  | Sarah Kistner (MTV Kronberg)                                                              | 56:27,0 min0  | Annika Seefeld (LG Staufen)                                                | 58:32,8 min0   |

## Videolinks
- Zusammenfassung des ersten DM-Tages aus der TV-Übertragung vom 26. Juli 2014 auf YouTube, abgerufen am 19. April 2021
- Zusammenfassung des zweiten DM-Tages aus der TV-Übertragung vom 27. Juli 2014 auf YouTube, abgerufen am 19. April 2021
- 400-m-Hürdenfinale Männer aus der TV-Übertragung vom 27. Juli 2014 auf YouTube, abgerufen am 19. April 2021